# اسلام‌آباد (بهبهان)
اسلام‌آباد، روستایی از توابع بخش زیدون شهرستان بهبهان در استان خوزستان ایران است.

## جمعیت
این روستا درشهرستان بهبهان،بخش زیدون قرار دارد و براساس سرشماری مرکز آمار ایران در سال ۱۳۸۵، جمعیت آن ۴۱۷ نفر (۸۵ خانوار) بوده‌است.